# Том Влашига
Томас Влашига (нім. Thomas Wlaschiha; нар. 20 червня 1973, Дона, Німеччина) — німецький актор, найвідоміший своєю роллю Джакена Г'ґара у телесеріалі «Гра престолів».

## Біографія
Народився в Східній Німеччині, у місті Дона. У 17-річному віці, відразу після падіння Берлінської стіни поїхав як студент за обміном до США. Там перебував три роки, навчаючись у театрі та вивчаючи англійську мову. Крім англійської володіє французькою, італійською та російською мовою.
З 1998 року грав у другорядних ролях в численних німецьких та зарубіжних фільмах та серіалах. Першу головну роль зіграв 2000 року у фільмі «Ніхто не спить».
2011 року почав зніматись у фентезійному телесеріалі «Гра престолів», де виконав роль серійного вбивці Джакена Г'ґара. З 2013 року знімався у кримінальному серіалі «Пересікаючи межу», де зіграв офіцера поліції Себястьяна Бергера.
З 1996 по 2000 рік також грав у Дрезденському театрі молодого покоління, 2002 року — в Театрі Цюриху, а 2003 — у театрі Франкфурту.
Постійно працює для дублювання фільмів німецькою мовою. У «Грі престолів» дублює самого себе для німецької аудиторії.

## Фільмографія (вибіркова)
| Рік       |    | Українська назва       | Оригінальна назва                          | Роль                                                         |
| --------- | -- | ---------------------- | ------------------------------------------ | ------------------------------------------------------------ |
| 2000      | с  | Місце злочину          | Tatort                                     | Ларс Канте (Епізод: "Das letzte Rodeo")                      |
| 2000—2004 | с  | Рятувальні літаки      | Die Rettungsflieger                        | сержант Торстен Біденштедт (14 епізодів)                     |
| 2001      | ф  | Ворог коло брами       | Enemy at the Gates                         | солдат                                                       |
| 2005      | ф  | Ікона                  | Icon                                       | водій «Мерседеса»                                            |
| 2005      | ф  | Мюнхен                 | Munich                                     | член знімальної групи                                        |
| 2006      | ф  | 16 кварталів           | 16 Blocks                                  | пасажир автобуса                                             |
| 2007      | с  | Кобра 11               | Alarm für Cobra 11 — Die Autobahnpolizei   | Нік Вайс (Епізод: "Stunde der Wahrheit")                     |
| 2008      | ф  | Повернення у Брайдсгед | Brideshead Revisited                       | Курт                                                         |
| 2008      | ф  | Крабат                 | Krabat                                     | Ганзо                                                        |
| 2008      | ф  | Операція «Валькірія»   | Valkyrie                                   | офіцер зв'язку                                               |
| 2009      | с  |                        | Eine für alle – Frauen können's besser     | Себастьян Волленбрінк (19 епізодів)                          |
| 2010      | с  | Пригоди Сари Джейн     | The Sarah Jane Adventures                  | лейтенант Кеніг (2 епізоди)                                  |
| 2011      | ф  | Анонім                 | Anonymous                                  | капітан гвардії                                              |
| 2012—2017 | с  | Гра престолів          | Game of Thrones                            | Джакен Г'ґар (18 епізодів)                                   |
| 2013      | ф  | Гонка                  | Rush                                       | Гаральд Ертль                                                |
| 2013      | с  | Пуаро Агати Крісті     | Agatha Christie's Poirot                   | Швартц (Епізод: "Подвиги Геракла")                           |
| 2013—2015 | с  | Перетинаючи межу       | Crossing Lines                             | Себястьян Бергер (34 епізоди)                                |
| 2014      | ф  | Містер Тернер          | Mr. Turner                                 | Принц Альберт                                                |
| 2014      | с  | Борджіа: історія клану | Borgia                                     | Філіп I Вродливий (Епізод: "1506")                           |
| 2015      | с  | Місце злочину          | Tatort                                     | Торстен Рауш (Епізод: "Borowski und die Kinder von Gaarden") |
| 2018      | с  | Підводний човен        | Das Boot                                   | Хаґен Форстер (19 епізодів)                                  |
| 2019      | с  | Джек Раян              | Jack Ryan                                  | Макс Шенкель (4 епізоди)                                     |
| 2020      | ф  | Острів Троянд          | L'incredibile storia dell'Isola delle Rose | В.Р. Нойманн                                                 |
| 2022      | мф | Базз Рятівник          | Lightyear                                  | Базз Рятівник (німецький дубляж)                             |
| 2022      | с  | Дивні дива             | Stranger Things                            | Дмітрій «Енцо» Антонов (8 епізодів)                          |
| 2023      | с  | Місіс Девіс            | Mrs. Davis                                 | Ганс Ціглер (5 епізодів)                                     |